# Leuchtturm Tschornomorsk
Der Leuchtturm Tschornomorsk (ukrainisch Маяк Чорноморський, russisch Черноморсккий маяк Tschernomorski majak) kennzeichnet die südliche Einfahrt zum zweitgrößten ukrainischen Hafen der gleichnamigen Hafenstadt in der Ukraine mit etwa 60.000 Einwohnern (2019).
Am 25. Januar 2017 wurde der Name „Illitschiwskyj-Leuchtturm“ in „Schwarzmeer-Leuchtturm“ infolge der Umbenennung der Stadt geändert.

## Lage
Die namensgebende Stadt Tschornomorsk liegt etwa 20 km südwestlich von Odessa am Schwarzen Meer.

### Richtfeuer Oleksandriwka
Die Hafeneinfahrt wird mit einem Oberfeuer Oleksandriwka im Ortsteil Oleksandriwka, Dmytra Horbunova Straße (Дмитрa Горбунoва вулиця), und Unterfeuer Oleksandriwka im Hafengebiet befeuert.

## Philatelistische Würdigung
In philatelistischer Würdigung des Leuchtturms gab die Ukrainische Post mit Ausgabetag 8. Oktober 2010 in einem Block von 6 Leuchtturm-Postwertzeichen eine Briefmarke im Wert von 2.00 Hrywnja und 2. September 2014 eine Briefmarke im Wert von 5.70 Hrywnja heraus. Die Ausgabe 2010 (Nr. 1069 – 1074) erfolgte in einer Auflage von 115 Tausend Stück und die von 2014 (Nr. 1387) in einer Auflage von 51 Tausend Stück.

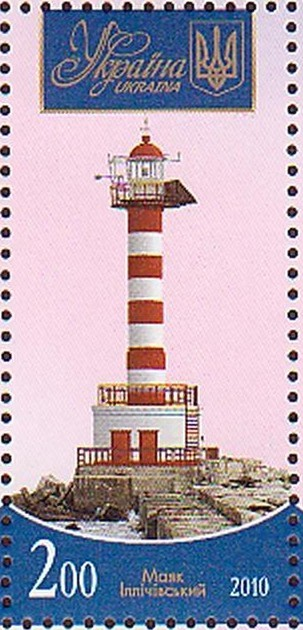
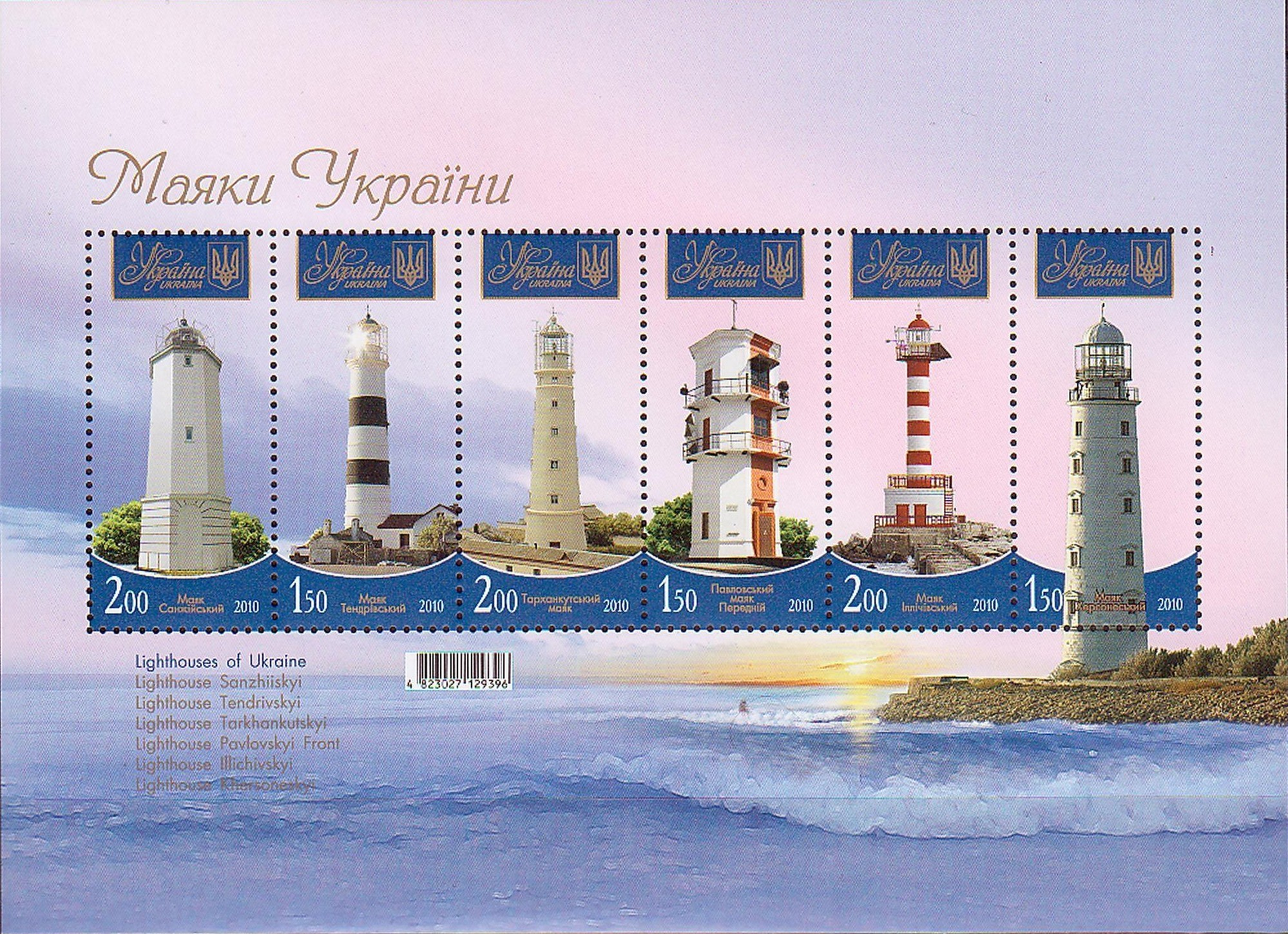
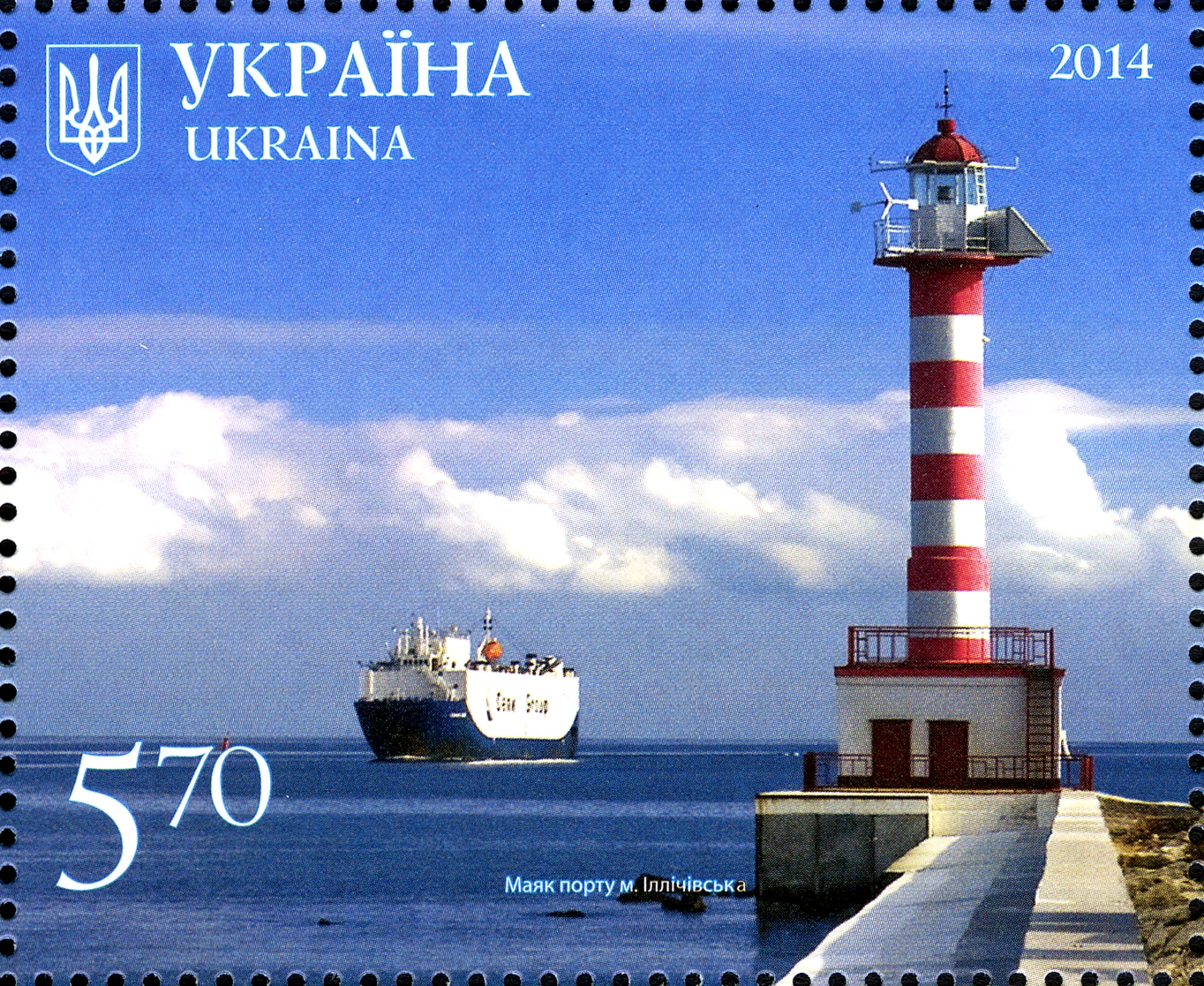